# Darren Fenn
Darren Fenn (Tonawanda, 17 febbraio 1980) è un ex cestista statunitense.

## Palmarès
- Campionato tedesco: 1

Brose Bamberg: 2006-2007
- Coppa di Russia: 1

Ural Great Perm': 2003-2004
- Coppa di Bosnia ed Erzegovina: 1

Bosna: 2005
- Supercoppa tedesca: 1

Brose Bamberg: 2007